# Châu bản triều Nguyễn
Châu bản triều Nguyễn (chữ Hán: 阮朝硃本), là tập hợp toàn bộ các văn bản hành chính của triều Nguyễn từ khi vua Gia Long lên ngôi (1802) cho đến khi vua Bảo Đại thoái vị (1945). Châu bản triều Nguyễn gồm các tập tấu, sớ, phụng thượng dụ, chiếu, chỉ dụ, tư trình, bẩm, truyền, sai, phó, khiển... được đích thân vua ngự lãm hoặc ngự phê bằng mực màu son, truyền đạt ý chỉ hoặc giải quyết các vấn đề chính trị, quân sự, ngoại giao, kinh tế, văn hóa, xã hội...

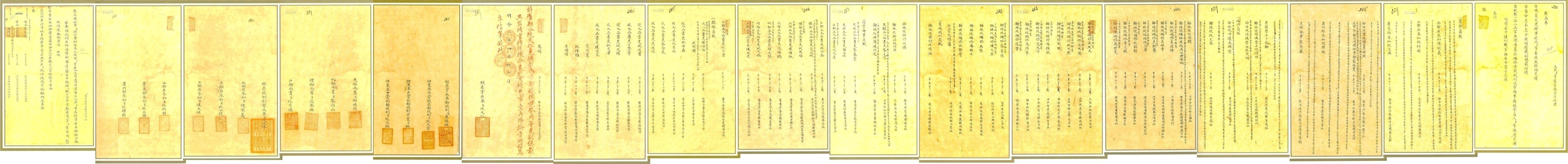
Châu bản triều Nguyễn (阮朝硃本) về thực thi chủ quyền ở Hoàng Sa (黄沙), ngày 5 tháng 4 năm Tân Tỵ niên hiệu Minh Mạng thứ 2 (06 tháng 5 năm 1821).

## Nội dung

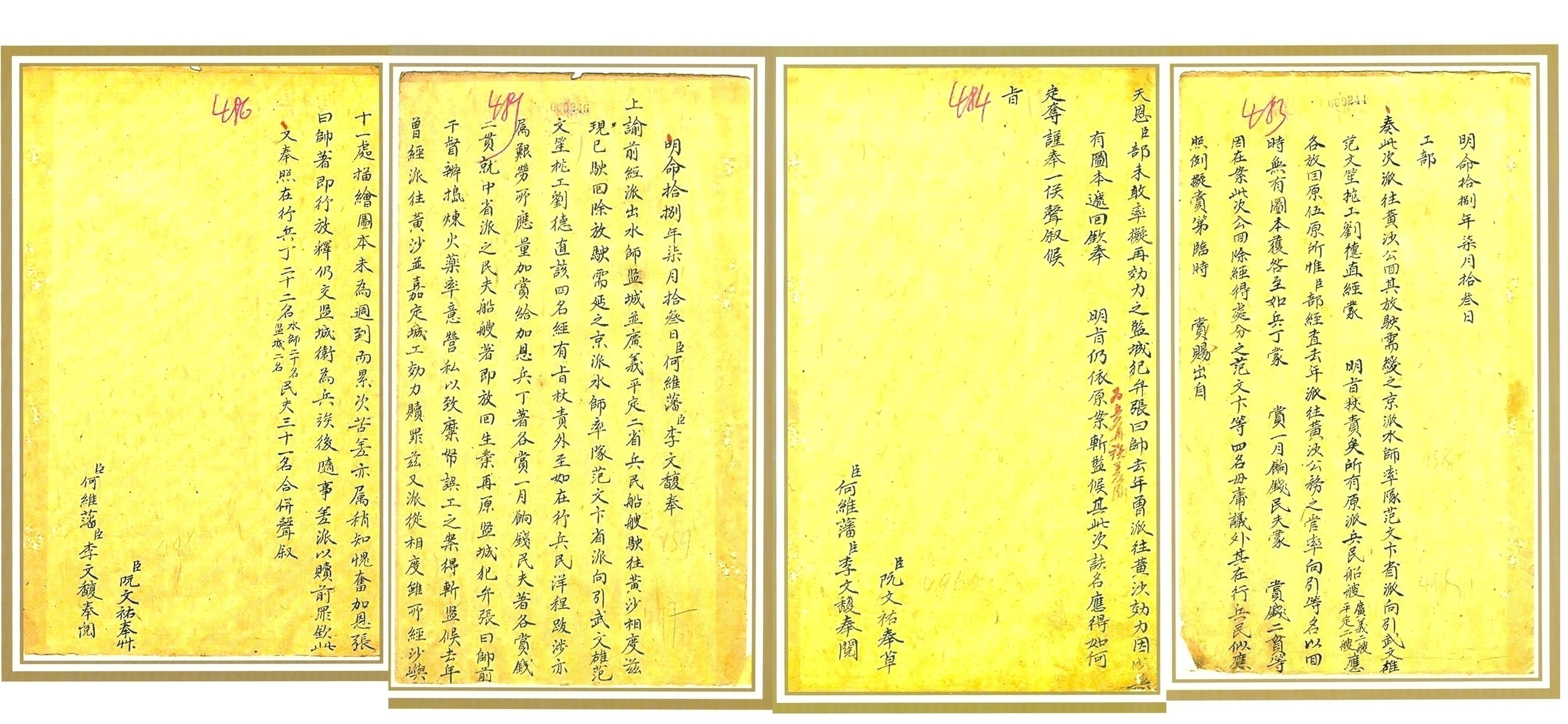
Châu bản triều Nguyễn về thực thi chủ quyền ở Hoàng Sa (黄沙), ngày 13 tháng 7 năm Đinh Dậu niên hiệu Minh Mạng thứ 18 (ngày 13 tháng 8 năm 1837).

Bút phê của các vua nhà Nguyễn trên các Châu bản triều Nguyễn có sáu loại, gồm: 
- Châu điểm: là một nét son được các hoàng đế (vua) chấm lên chữ đầu một đoạn văn bản, mà đoạn này mang nội dung ý kiến của cơ quan soạn thảo ra cái văn bản nhà nước (tấu chương) đó, trùng với quan điểm của vua.
- Châu phê: là một đoạn từ ngữ, hoặc một câu, hay một đoạn văn gồm vài câu do các vua nhà Nguyễn đương thời viết, chèn vào đầu, giữa, hay cuối các dòng văn bản gốc (tấu chương) của các cơ quan nhà nước soạn. Đoạn phê thể hiện quan điểm của vua, hoặc là ý kiến chỉ đạo của vua đối với các cơ quan này.
- Châu khuyên: là vòng tròn son được nhà vua khuyên quanh một điều khoản hay một tên người hoặc một vấn đề được nhà vua chuẩn thuận.
- Châu mạt: là nét son được phẩy lên tên người hay vấn đề nào đó, thể hiện sự lựa chọn của vua, nhưng cũng có thể là sự không chấp thuận của vua.
- Châu sổ: là nét gạch xóa văn bản gốc (do văn bản hành chính nhà Nguyễn từ đầu thế kỷ 20 về trước là văn tự chữ Hán được viết theo chiều đứng khổ giấy), nên chúng là những nét son gạch sổ trực tiếp trên mặt các con chữ của các đoạn văn bản tấu chương cần phải sửa chữa hoặc không được vua chấp nhận chuẩn y.
- Châu cải: thường đi kèm với châu sổ, là những từ ngữ, câu cú, hay đoạn văn do vua ngự phê bên cạnh những chữ đã bị châu sổ, nhằm sửa ý tứ hoặc thể hiện quan điểm của vua.

## Tình trạng bảo tồn

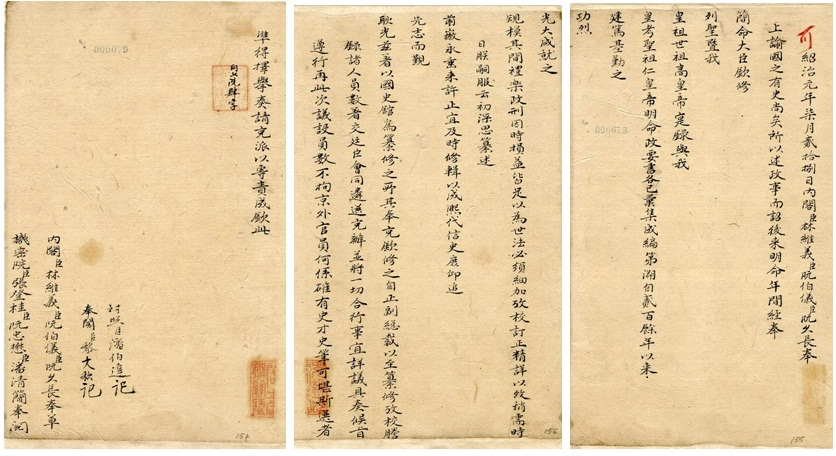
Châu bản triều Nguyễn – Thiệu Trị tập 9, tờ 78

Dưới thời Nguyễn, ở triều đại của vua Gia Long, Châu bản được giữ gìn, quản lý bởi Thị thư viện, Thị hàn viện, Nội hàn viện và Thượng bảo ty, là các văn phòng giúp việc trực tiếp cho nhà vua, chuyên trách việc soạn thảo, chuyển phát văn thư cùng các chiếu, dụ; quản lý các ngự chế, thư từ riêng của nhà vua và quản lý ấn tín. Năm Minh Mệnh thứ nhất (1820), vua Minh Mạng cho gộp các viện này thành một cơ quan gọi tên là Văn thư phòng rồi năm Minh Mệnh 10 (1829), lại đổi Văn thư phòng thành Nội các. Châu bản tiếp tục được lưu trữ ở Nội các.
Năm 1942, Châu bản được chuyển về lưu trữ tại Viện Văn hóa Huế. Năm 1959, theo lệnh của Tổng thống Việt Nam Cộng hòa Ngô Đình Diệm, Châu bản được chuyển sang bảo quản tại Viện Đại học Huế.Trước năm 1959, toàn bộ Châu bản Triều Nguyễn có 743 tập, với hàng trăm nghìn bản ghi bằng chữ Hán, chưa được sắp xếp, phân loại. Khi Viện Đại học Huế thuộc Việt Nam Cộng hòa tiếp nhận toàn bộ Châu bản còn lại thì chỉ còn khoảng hơn 600 tập. Năm 1961, để tránh khí hậu nóng ẩm tại Huế có thể gây hư hại cho tài liệu, chính quyền Việt Nam Cộng hòa đã chuyển toàn bộ khối tài liệu này lên văn khố Đà Lạt. Tháng 3 năm 1975, nhận thấy Châu bản là khối tài liệu đặc biệt quan trọng, chính quyền này đã lên kế hoạch đưa Châu bản về bảo quản tại Sở Lưu trữ thuộc Nha Văn khố để chuẩn bị mang ra nước ngoài. Tuy nhiên vì khối tài liệu này đã không kịp chuyển đi do Sự kiện 30 tháng 4 năm 1975.
Năm 1978, Cục Lưu trữ Phủ Thủ tướng của chính quyền Cộng hòa Xã hội chủ nghĩa Việt Nam, nay là Cục Văn thư và Lưu trữ nhà nước Việt Nam đã tiếp quản và giao cho Kho Lưu trữ trung ương II tại Thành phố Hồ Chí Minh trực tiếp quản lý. Năm 1991, theo Quyết định của Chủ tịch Hội đồng Bộ trưởng, toàn bộ Châu bản triều Nguyễn được chuyển ra bảo quản tại Trung tâm Lưu trữ quốc gia I ở Hà Nội. Hiện nay, Châu bản triều Nguyễn vẫn đang được lưu trữ tại Trung tâm Lưu trữ quốc gia I, tuy nhiên theo thông tin từ Trung tâm này thì số lượng Châu bản được lưu trữ lại là 773 tập gốc.

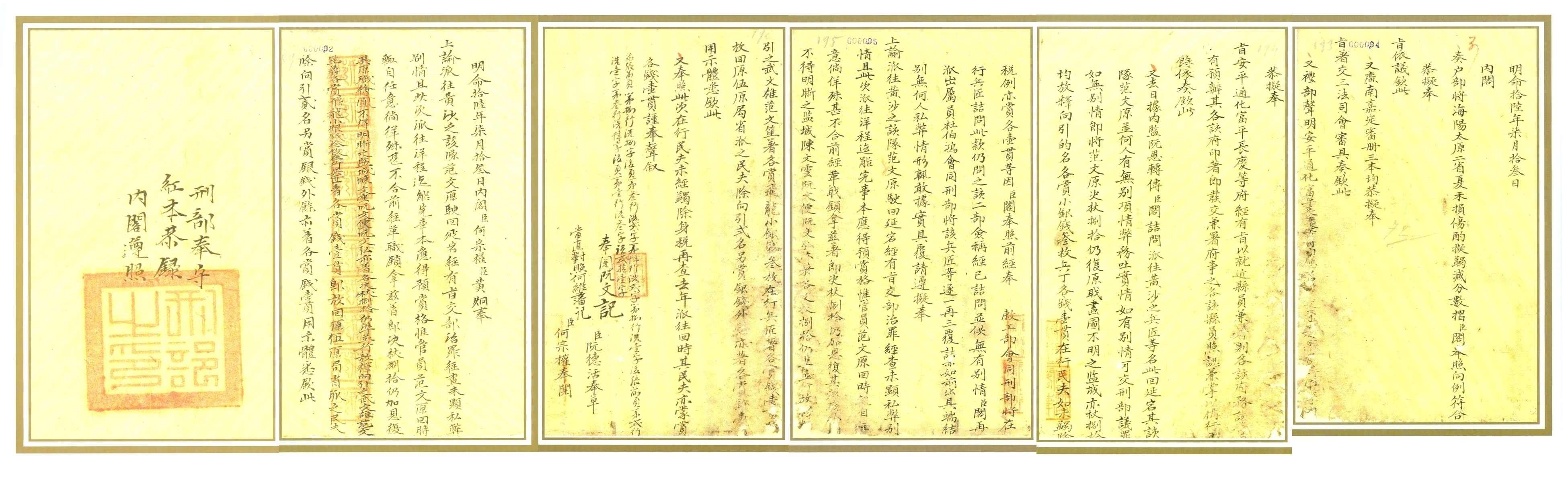
Châu bản triều Nguyễn (阮朝硃本) về việc xây đền thờ ở Hoàng Sa (黄沙) của đội Hoàng Sa do Phạm Văn Nguyên (笵文原) chỉ huy, (Văn bản soạn ngày 13 tháng 7 âm lịch năm Ất Mùi, Minh Mạng 16, tức ngày 5 tháng 9 năm 1835).

Từ năm 1959, Ủy ban phiên dịch sử liệu thuộc Viện Đại học Huế tiến hành chỉnh lý tài liệu theo thứ tự các đời vua, rồi biên dịch tài liệu theo phương pháp tóm lược thành từng bản phiếu có phần trích yếu nội dung bằng song ngữ Hán Việt được gọi là Mục lục Châu bản Triều Nguyễn. Từ đó đến nay, Mục lục Châu bản triều Nguyễn bị mất mát rất nhiều. Khi Viện Đại học Huế tiếp nhận Châu bản Triều Nguyễn, triều Minh Mạng còn 83 tập mục lục, thì nay chỉ còn 33 tập, triều Thiệu Trị còn 35 trong 51 tập, triều Tự Đức bị mất mát nhiều nhất, chỉ còn 53 tập so với 352 tập, thiếu hẳn đi 25 năm, từ năm thứ 11 đến năm thứ 35. Còn các tập châu bản từ triều Kiến Phúc đến Bảo Đại thì bị thất lạc. Hiện nay, thư viện Đại học Khoa học Huế tiếp nhận và lưu giữ được 121 tập bản gốc viết tay của Mục lục Châu bản Triều Nguyễn với 18.191 bản phiếu ghi. Đại học Huế cũng còn lưu trữ 2 tập Mục lục Châu bản Triều Nguyễn đã được Viện Đại học Huế xuất bản năm 1960 (triều Gia Long), và năm 1962 (triều Minh Mạng, phần I, từ năm 1820 đến 1824). Mãi đến năm 1998, nhờ sự tài trợ của quốc tế, thư viện Trường Đại học Khoa học Huế phối hợp với Cục Lưu trữ Nhà nước và Trung tâm Nghiên cứu Việt Nam và Giao lưu Văn hoá thuộc Đại học Quốc gia Hà Nội đã biên tập và xuất bản tiếp được quyển sách Mục lục Châu bản Triều Nguyễn tập II Minh Mạng 6 (1825) và 7 (1826).
Đầu năm 2014, Việt Nam đã trình hồ sơ lên UNESCO đề cử Châu bản triều Nguyễn trở thành di sản tư liệu thế giới. Ngày 14/5/2014, Châu bản triều Nguyễn của Việt Nam được UNESCO công nhận là Di sản tư liệu Chương trình Ký ức thế giới Khu vực châu Á - Thái Bình Dương.